# Slaget vid Soissons
Slaget vid Soissons år 486 utkämpades mellan frankiska styrkor under Clovis (Klodvig) I och det gallo-romerska kungariket Soissons styrkor under Syagrius. Striden blev en seger för frankerna och ledde till erövringen av den romerska rumpstaten vid Soissons, en milstolpe för frankerna i deras försök att etablera sig som en regional stormakt.
Under Romerska rikets sammanbrott mellan år 476 och 480 var Syagrius den enda kvarvarande representanten för ett romerskt styre i området mellan Loire och Somme. Syagrius var son till Aegidius, den sista romerska magistern militum per galease, och han bevarade sin fars del av regionen, mellan Somme och Loire, och kallade sig Dux (hertig). 
Syagrius rike var av nästan samma storlek som det frankiska området, men frankerna var uppdelade i små kungariken på högra stranden av Rhen, orörd av den romerska kulturen. Ändå lyckades Clovis I samla tillräckligt med franker för att kunna slå ett avgörande slag mot Syagrius. Clovis skickade en utmaning till Syagrius med uppmaning att välja tid och plats för striden. Gregorius av Tours nämner att en man, Chararic, hade fört sina styrkor till slagfältet men sedan avlägsnat sig och bevittnat striden på avstånd, i hopp om att kunna alliera sig med vinnaren. Striden som följde blev en stor framgång för Clovis och hans franker. Syagrius flydde till visigoterna (under Alarik II), men Clovis hotade visigoterna med krig om inte Syagrius överlämnades för avrättning. Följaktligen nästan fördubblades frankernas rike i storlek. Gränsen gick nu vid Loire och anslöt till marken som ägdes av visigoterna, som år 507 till sist tvingades till reträtt i slaget vid Vouillé, söder om Pyrenéerna.
I sinom tid marscherade Clovis mot Chararic, fångade honom och hans söner, och tvingade dem att acceptera samordning och tonsur som diakoner. När Clovis dock hörde om deras hopp att återta makten, avrättade han dem.